# Frycowa
Frycowa – wieś w Polsce, położona w województwie małopolskim, w powiecie nowosądeckim, w gminie Nawojowa.
| przysiółki | Borkówka, Cecurówka, Kamionki, Kiercówka, Kowalikówka, Margań Wyżna, Na Dołku, Na Młace, Półanki, Pustka, Rybień, Siedlarzówka, Siwoniówka |
| osada      | Góry |
| części wsi | Baranówka, Dolinka, Gomulcówka, Iździorówka, Lelitkówka, Szczygłówka, Światkowskówka, Wróblówka, Zagroda, Zemanówka, Ziajówka              |

W latach 1954–1961 wieś należała i była siedzibą władz gromady Frycowa, po jej zniesieniu w gromadzie Nawojowa. W latach 1975–1998 miejscowość administracyjnie należała do województwa nowosądeckiego.